# Jeffrey Hayden
Jeffrey Hayden est un réalisateur de télévision, de théâtre, de cinéma et un producteur américain, né le 15 octobre 1926 à New York et mort le 24 décembre 2016 à Los Angeles.
De 1951 à sa mort, il a été marié à l'actrice Eva Marie Saint, notamment célèbre pour son rôle d'agent double dans La Mort aux trousses de Hitchcock.

## Biographie
Né en 1926 à New York City sous le nom de Raphael Levine, Hayden commence sa carrière à la NBC après avoir été diplômé de l’université de Caroline du Nord à Chapel Hill.
Il rejoint ABC deux ans plus tard en tant que réalisateur associé et dirige les premières émissions en couleur Lady in the Dark, avec Ann Sothern, et The Chocolate Soldier, avec Eddie Albert et Risë Stevens.
Il dirige également Eva Marie Saint, son épouse, et Richard Kiley dans la série Omnibus (en) sur CBS.
En 1954, Hayden est choisi par le producteur Fred Coe pour rejoindre l’équipe de The Philco Television Playhouse où il réalise des téléfilms dramatiques avec des acteurs comme James Dean, Walter Matthau et Paul Newman.
La qualité de son travail est remarquée par des studios hollywoodiens : il décide alors de partir avec sa famille pour Los Angeles.
En 1957, il dirige le seul long métrage à son actif : Les Vendanges avec Pier Angeli, Michèle Morgan et Mel Ferrer. Il revient tout de suite à la télévision et supervise des épisodes des séries Leave It to Beaver et 77 Sunset Strip.
Hayden réalise des dizaines de séries télévisées, du début des années 1960 avec L'Homme à la Rolls, Batman et The Andy Griffith Show, ainsi que dans les décennies suivantes avec des émissions prisées comme K 2000, Magnum et Dans la chaleur de la nuit.
Au théâtre, Hayden dirige son épouse Eva Marie Saint dans plusieurs pièces dont Summer and Smoke (en), Desire Under the Elms (Désir sous les ormes), Candida (en), Duet for One, Death of a Salesman et The Country Girl (en). Ensemble, ils ont joué dans Love Letters et On the Divide (en) de Willa Cather, ceci dans de nombreux théâtres à travers les États-Unis.
À l’Odyssey Theatre de Los Angeles, Hayden dirige The Sunshine Boys et Fences.
Hayden, en tant que membre de l’Actors Studio à New York a été influencé par le réalisateur Lee Strasberg ; il a aussi été un membre actif de « l’Actors Studio West » à Los Angeles ; ainsi il a été un des membres du premier Creative Rights Committee (« Comité pour les droits de création »), permettant la mise au point de la Bill of Creative Rights (« loi sur les droits de création »).
Hayden a reçu un diplôme de docteur honoraire des beaux-arts de l’université d'État de Bowling Green et de l’université de Caroline du Sud. Il a été Distinguished Professor d’art dramatique de l'université de Caroline du Nord, ainsi qu’enseignant invité à l'école des arts cinématographiques USC, à l’école d’art dramatique de l’UCLA (en) et à l’université Vanderbilt.
Il est mort d’un cancer la veille du jour de Noël 2016, à l'âge de 90 ans.

## Filmographie sélective
- Dans la chaleur de la nuit
- Superminds
- K 2000
- Espion modèle
- Santa Barbara (coproducteur délégué)
- Legmen (en)
- The Mississippi (en)
- Scandales à l'Amirauté
- The Powers of Matthew Star
- Magnum
- Monsieur Merlin
- Falcon Crest
- Quincy
- CBS Schoolbreak Special : « The Great Gilly Hopkins »
- Palmerstown, U.S.A. (en)
- Tant qu'il y aura des hommes
- L'Incroyable Hulk
- The Bad News Bears (en)
- Cliffhangers (en)
- The Runaways
- Space Academy
- ABC Weekend Special : « The Ransom of Red Chief »
- Amy Prentiss
- Mannix
- Opération danger
- L'Homme de fer
- Longstreet
- Le Virginien
- Matt Lincoln (en)
- The Courtship of Eddie's Father
- Love, American Style
- Dundee and the Culhane (en)
- Batman
- Shane
- That Girl
- Peyton Place
- The Andy Griffith Show
- Route 66
- L'Homme à la Rolls
- Redigo
- McKeever and the Colonel (en)
- 77 Sunset Strip
- Saints and Sinners (en)
- The Dick Powell Show (en)
- The Lloyd Bridges Show (en)
- Surfside 6 (en)
- Leave It to Beaver
- The Donna Reed Show
- Lassie
- Johnny Staccato
- Les Vendanges (1957)
- The Chocolate Soldier

## Vie familiale
Jeffrey Hayden a rencontré l'actrice Eva Marie Saint dans le métro de New York et l'a épousée le 28 octobre 1951. Ils ont ensuite eu deux enfants, Darrell et Laurette, puis quatre petits-enfants : Eli, Tyler, Molly et Stella. Quelques jours avant leur 50e anniversaire de mariage, le 13 octobre 2001, le couple apparaît à la représentation de la pièce Love Letters à l'université d'État de Bowling Green, l’alma mater d'Eva Marie Saint.
Jeffrey Hayden et Eva Marie Saint ont vécu ensemble plus de soixante-cinq ans.
Eva Marie Saint a accouché de son fils seulement deux jours après avoir gagné l'oscar du meilleur second rôle féminin pour Sur les quais.